# Prittwitzia caucana
Prittwitzia caucana är en fjärilsart som beskrevs av Brown, Mielke och Ebert 1970. Prittwitzia caucana ingår i släktet Prittwitzia och familjen praktfjärilar. Inga underarter finns listade i Catalogue of Life.